# سیارک ۹۲۹۳
سیارک ۹۲۹۳ (به انگلیسی: 9293 Kamogata، نامگذاری:1982XQ1) نه هزار و دویست و نود و سومین سیارک کشف شده‌است که در ۱۳ دسامبر ۱۹۸۲ کشف شد.
قدر مطلق سیارک برابر ۳۷.۱ است.